# Lovers rock
Lovers rock (rock dos amantes, em tradução livre) é um subgênero musical do reggae. Embora a temática amorosa já tivesse um importante papel dentro da música jamaicana desde finais da década de 1960, o estilo se desenvolveu em meados da década de 1970 entre a comunidade negra no Reino Unido.

## História
As raízes do Lovers Rock podem ser encontradas já no rocksteady, quando importantes artistas jamaicanos, insatisfeitos com o domínio do movimento rastafari na música jamaicana, à exemplo de Alton Ellis e norte-americanos como Ken Boothe, Johnny Nash e John Holt conquistaram prestígio internacional gravando versões reggae de sucessos R&B, especialmente da soul music.
Mas o estilo surgiu em meados da década de 1970, quando os proprietários de soundsystems de Londres começaram a se abrir para baladas românticas com mulheres jovens, como Count Shelly, que gravou Ginger Williams's Tenderness em 1974, e no ano seguinte com Louisa Mark interpretando uma versão do obscuro soul "Caught You in a Lie".
O gênero emergente solidificou-se quando Dennis Harris, um imigrante de origem jamaicana, abriu um estúdio de gravação no sudeste de Londres, com os músicos Dennis Bovell e John Kpiaye. Eles elaboraram versões reggae de baladas da Motown e Filadélfia Soul com vocais femininos. Harris batizou sua gravadora de "Lovers Rock", nome tomado emprestado de um dub lado B de Augustus Pablo, e que também acabou virando o nome do novo subgênero musical.
O Lovers Rock se tornaria um estilo de reggae crucial para a formação de uma identidade negra britânica, em um cenário política e socialmente conturbado de tensão racial. Sua dança, conhecida como scrubbing, era uma espécie de fuga para os conflitos da época. Por seu caráter apolítico, já que funcionava como um contraponto ao reggae militante jamaicano dominante àquela década, cuja especificidades políticas e filosóficas rastafari eram muitas vezes alienantes para muitos britânicos negros..
Na década de 1980, o estilo ganharia novos adeptos e se consolidaria dentro do mainstream do reggae.

## Estilo e influências
Basicamente uma continuação do rocksteady jamaicano, com instrumentação moderna, o Lovers Rock combina o som suave da soul music, inspirada nas "escolas" de Chicago e Philadelphia, com linhas de baixo sincopadas, típicas do rocksteady e reggae.
Apesar de ter surgido como um fenômeno dentro da cena alternativa, o Lovers Rock acabaria por influenciar grupos como The Police, Culture Club e Sade. 